# Phyllonorycter obtusifoliella
Phyllonorycter obtusifoliella là một loài bướm đêm thuộc họ Gracillariidae. Nó được tìm thấy ở Peloponnesus và Cộng hòa Síp.
Ấu trùng ăn Acer creticum, Acer obtusifolium và Acer sempervirens.